# Karonga
Karonga è un centro abitato del Malawi, situato nella Regione Settentrionale.